# Liste der Erzbischöfe von Bari
Die folgenden Personen waren Bischöfe und Erzbischöfe von Bari (Italien):

## Bischöfe von Bari
- Heiliger Maurus (1. Jh.)
- Gerontius (2. Jh.)
- Gervasius (4. Jh.)
- Concordius (465)

## Erzbischöfe von Bari
- Petrus I. (530)
- Marcus (596–610)
- Julius (610–634)
- Stephanus (634–653)
- Ursus (653–681)
- Trasmundus (681–688)
- Rodecautus (688–694)
- Bursa (694–753)
- Maurentianus (753–758)
- Andreas I. (759–761)
- Rodoaldus I. (762–780)
- Leo (781–...)
- Petrus II. (...–821)
- Sebastianus (821–828)
- Jacobus I. (828–840)
- Rodoaldus II. (843–854)

## Erzbischöfe von Bari und Canosa
- Angelarius (855–876)
- Dominicus  (877–891)
- Johannes I. (892–905)
- Guitpardus (906–912)
- Rodericus (912–918)
- Johannes II. (919–923)
- Alsarius (924–931)
- Petrus III. (931–952)
- Johannes III. (952–978)
- Paulus (978–988)
- Chrysostomus (988–1006)
- Johannes IV. (1006–1025)
- Bisantius (1025–1035)
- Romualdus I. (1035)
- Nicolaus I. (1035–1061)
- Andreas II. (1062–1078)
- Ursus II. (1078–1089)
- Helias (1089–1105)
- Riso (1112–1118)
- Walter (1118–1126)
  - Eustasius (1105–1123)
- Matthaeus (1126–1128)
- Angelus (1128–1137)
- Johannes (1137–1151)
- Johannes V. (1151–1171)
- Rainaldus (1171–1188), vorher Elekt von Gaeta, Kardinal
- Dauferius (Doferius) (1189–1207)
- Berardus de Castanea (1207–1213) (wird Erzbischof von Palermo)
- Andreas III. (1216–1225)
- Marino Filangieri (1226–1251)
- Enrico Filangieri (1252–1258), Neffe des vorigen
- Giovanni Saracenus de Urbe (1259–1280)
- Romoaldo Griso (1282–1309)
- Landolfo I. (1310–1337)
- Ruggiero Sanseverino (1337–1347)
- Bartolomeo Carafa (1347–1367)
- Niccolò Brancaccio (1367–1377) (dann Erzbischof von Cosenza)
- Bartolomeo Prignano (1377–1378), anschließend zu Papst Urban VI. gewählt
- Landolfo II. Maramaldo (1378–1381)
- Giacomo Carafa (1384–1400)
- Nicola Pagano (1400–1424)
- Francesco d’Ayello (1425–1453)
- Guido Guidano (1453–1454)
- Latino Orsini (1454–1472)
- Antonio d’Ayello (1472–1493)
- Giovanni Giacomo Castiglione (1493–1513)
- Stefano Gabriele Merino (1513–1530) (auch Bischof von León)
- Girolamo Grimaldi (1530–1540)
- Girolamo Sauli (1540–1550)
- Giacomo Puteo (1550–1562)
- Antonio Puteo (1562–1592)
- Giulio Cesare Riccardi (1592–1602)
- Bonviso Bonvisi (1602–1603)
- Galeazzo Sanvitale (1604–1606)
- Decio Caracciolo Rosso (1606–1613)
- Ascanio Gesualdo (1613–1638)
- Diego Sersale (1638–1665)
- Giovanni Granafei (1666–1683)
- Tommaso Ruffo (1684–1691)
- Carlo Loffredi (1691–1698)
- Muzio Gaeta Senior (1698–1728)
- Michael Karl von Althann (1728–1734); (1734–1756 Bischof von Waitzen)
- Muzio Gaeta Junior (1735–1754)
- Luigi D’Alessandro (1754–1770)
- Gennaro Pignatelli (1770–1777)
- Giambattista Ettore Caracciolo (1778–1780)
- Sedisvakanz
- Gennaro Maria Guevara  (1792–1804)
- Baldassarre Mormile (1805–1818) (auch Erzbischof von Capua)
- Nicola Coppola (1818–1823) (auch Bischof von Nola)
- Michele Basilio Clary (1823–1858)
- Francesco Pedicini (1858–1886)
- Casimiro Gennari (1886–1887) (Apostolischer Administrator)
- Enrico Mazzella (1887–1897)
- Giulio Vaccaro (1898–1924)
- Pietro Pomares y de Morant (1924–1924)
- Augusto Curi (1925–1933)
- Marcello Mimmi (1933–1952) (auch Erzbischof von Neapel)
- Enrico Nicodemo (1952–1973)
- Anastasio Alberto Ballestrero (1973–1977) (auch Erzbischof von Turin)
- Andrea Mariano Magrassi (1977–1982)

## Erzbischof von Bari-Bitonto
- Andrea Mariano Magrassi (1982–1999)
- Francesco Cacucci (1999–2020)
- Giuseppe Satriano (seit 2020)